# 白沢敬典
白沢 敬典（しらさわ たかのり、1969年7月26日 - ）は、鳥取県倉吉市出身のポルトガル語通訳。
日本プロサッカーリーグ（Jリーグ）の複数のクラブで通訳を務めており、日焼けした肌に丸メガネ・丸刈り・無精ヒゲの風貌がインド独立の父として知られるマハトマ・ガンジーを連想させることから、「ガンジー（さん）」のニックネームで広く知られる。

## 来歴
元々野球少年だったが、倉吉市立久米中学校在学中、サッカー好きの兄の影響でサッカーを始め、中学最後の県総体で準優勝。高校はサッカー強豪校として知られる鳥取県立米子東高等学校に進む。高校3年生の時、島根県松江市で行われた日本サッカーリーグ・マツダvs日産自動車の試合中、ブラジル人選手と会話するチームスタッフを見て通訳の存在を知り「サッカークラブの通訳」を将来の進路に見据え、一浪の末に東京外国語大学外国語学部ポルトガル語学科に入学。奨学金制度を利用しながら学業に勤しみ、3年次にブラジル日本交流協会の研修でブラジルのスポルチ・レシフェで事務作業に従事する。
大学卒業後はブラジル研修中に出会った柴田勗（現・札幌大学名誉教授）の紹介で札幌サッカースクール (SSS) でコーチとして勤務。1997年、28歳の時に国際協力機構 (JICA) の日系社会青年ボランティアに応募し、1998年、再度ブラジルに渡って3年間を過ごし語学力を向上させる。この時、奈良育英高校サッカー部監督（当時）の上間政彦と出会ったときに「今日から君はガンジーくんや」といわれたのをきっかけに「ガンジー」のあだ名が定着する。ボランティアとしての3年間が過ぎ、通訳の仕事に就けるあてもなく、ブラジル永住も考えていた矢先の2001年7月、ブラジル日本交流協会OBの山道守彦（当時浦和レッズ強化部）からオファーを受けて浦和の通訳に就任する（日本で「ガンジー」のあだ名を定着させたのは当時浦和のGKコーチだった土田尚史だったという）。しかしこの時は、選手との距離感が近すぎたが故に選手を甘やかしてしまい、しかも選手に裏切られるようなことが起こった末に、同年11月に自ら辞任を申し出てわずか半年足らずで浦和を去ることになる。
浦和を去る時点で通訳の仕事は諦めようと思っていたが、程なくしてセレッソ大阪 (C大阪) からの通訳へのオファーが届き、兄の後押しもあって2002年からC大阪で仕事をする。特に2007年に監督に就任したレヴィー・クルピとは私生活のサポートを行うなど信頼関係を築き、クルピがC大阪を去ってからはヴィッセル神戸、アビスパ福岡と渡り歩いた後、2018年にはクルピが監督に就任したガンバ大阪で通訳を務めた。
2019年から川崎フロンターレの通訳を務めており、主にブラジル人選手及び家族の私生活サポートを中心に担当。2021年にクルピのC大阪監督再就任に合わせてC大阪に移籍したが、クルピ解任後に川崎に復帰。2023年からは再度C大阪にて活動している。